# Найт, Лаура
Дама Лаура Найт, урождённая Лаура Джонсон (англ. Laura Knight; 4 августа 1877, Лонг-Итон — 7 июля 1970, Лондон) — английская художница, представительница постимпрессионизма в живописи. Кавалер ордена Британской империи.

## Жизнь и творчество
Родилась в небогатой семье, была младшей из трёх дочерей. Её отец ушёл из семьи вскоре после её рождения. В возрасте 13 лет девочка была отправлена в Париж, где начала изучать искусство. В возрасте 23 лет вернулась в Англию и поступила в Ноттингемскую школу художеств. В этой школе Лаура знакомится с обучавшимся там студентом Гарольдом Найт, специализировавшимся на пейзажах и портретной живописи. Лаура занималась копированием работ Гарольда, так они сблизились. В 1903 году молодые люди вступили в брак, в котором имели двух детей.
В 1907 году Найты переезжают в Ньюлин, где становятся членами местной колонии художников (Ньюлинская школа). Здесь они также знакомятся с известным магом и оккультистом Алистером Кроули. В Ньюлине наиболее полно раскрывается художественное дарование Л.Найт как мастера-импрессиониста. В 1913 году она пишет «Автопортрет обнажённой», на котором изображает себя в жанре ню. Эта работа считается эпохальной в творчестве Л.Найт (ныне хранится в лондонской Национальной портретной галерее). После окончания Первой мировой войны Найты переезжают в Лондон. В Лондоне Лаура специализируется на портретах актёров цирка, театра и балета, танцовщиц, в том числе и из Русского балета Дягилева, а также сцен из цыганской жизни. Была олимпийским серебряным призёром творческих конкурсов на Олимпийских играх 1928 года в Амстердаме.
В 1929 году художница была возведена во дворянство. В 1936 Лаура Найт стала первой женщиной, принятой в действительные члены Королевской академии искусств (с 1769 года, времени её основания). В годы Второй мировой войны получила официальный пост военного художника. Работала преимущественно в Англии, создавая по заказу War Artists' Advisory Committee портреты бойцов гражданской обороны, работниц у конвейеров на оружейных заводах и т. п. В 1946 году, по очередному договору с War Artists' Advisory Committee, Лаура Найт вошла в журналистскую группу, освещавшую Нюрнбергский процесс над нацистскими военными преступниками. Лаура Найт делала зарисовки сцен в зале, где работал трибунал. Написала в 1946 году картину маслом «Нюрнбергский суд» (англ. The Nuremberg Trial).
Художница работала вплоть до середины 1950-х годов и была в течение всего своего творчества приверженной реалистическому стилю в искусстве. Создала более 250 полотен, написала две автобиографии.

## Галерея

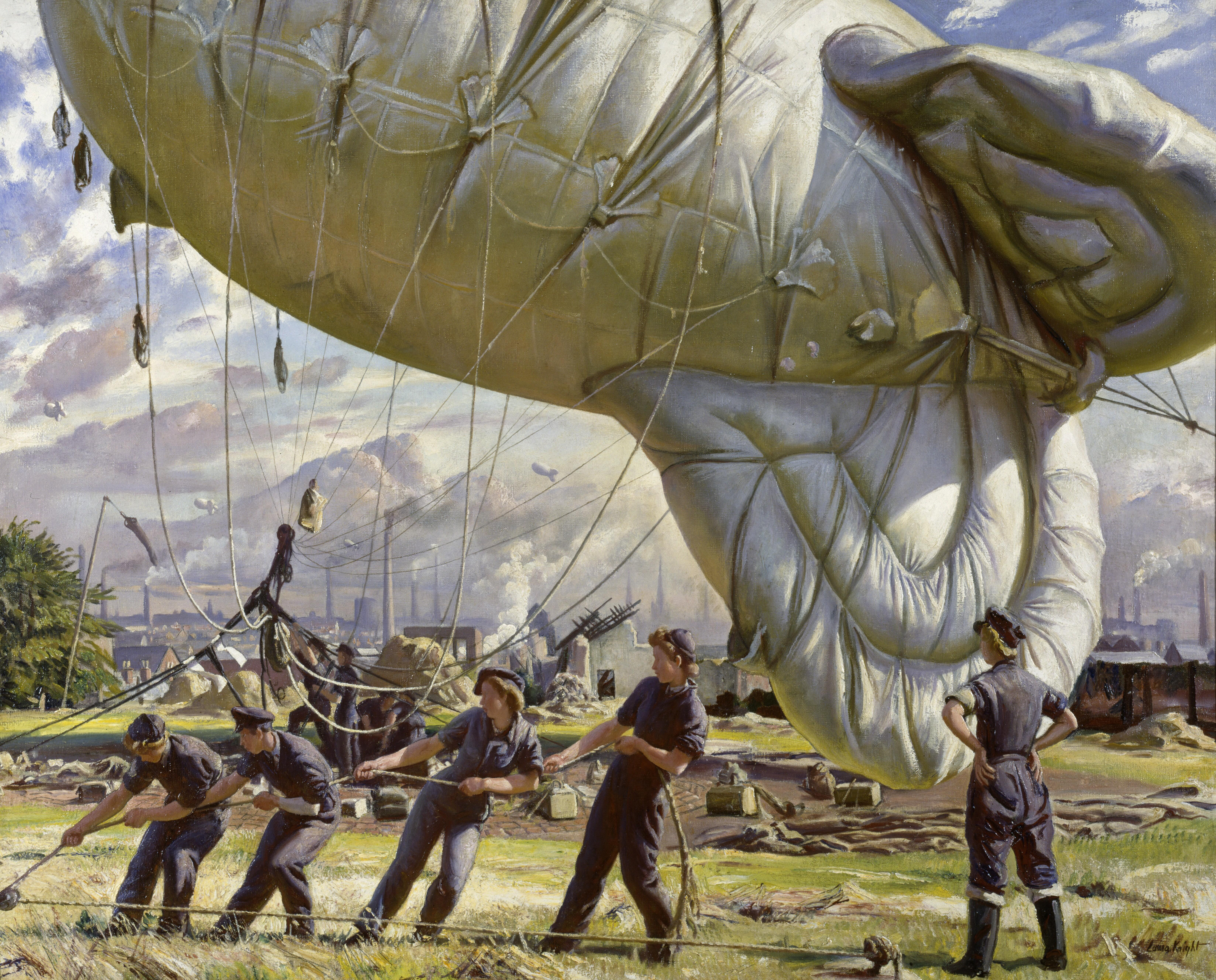
Подъём аэростата, Ковентри, 1943
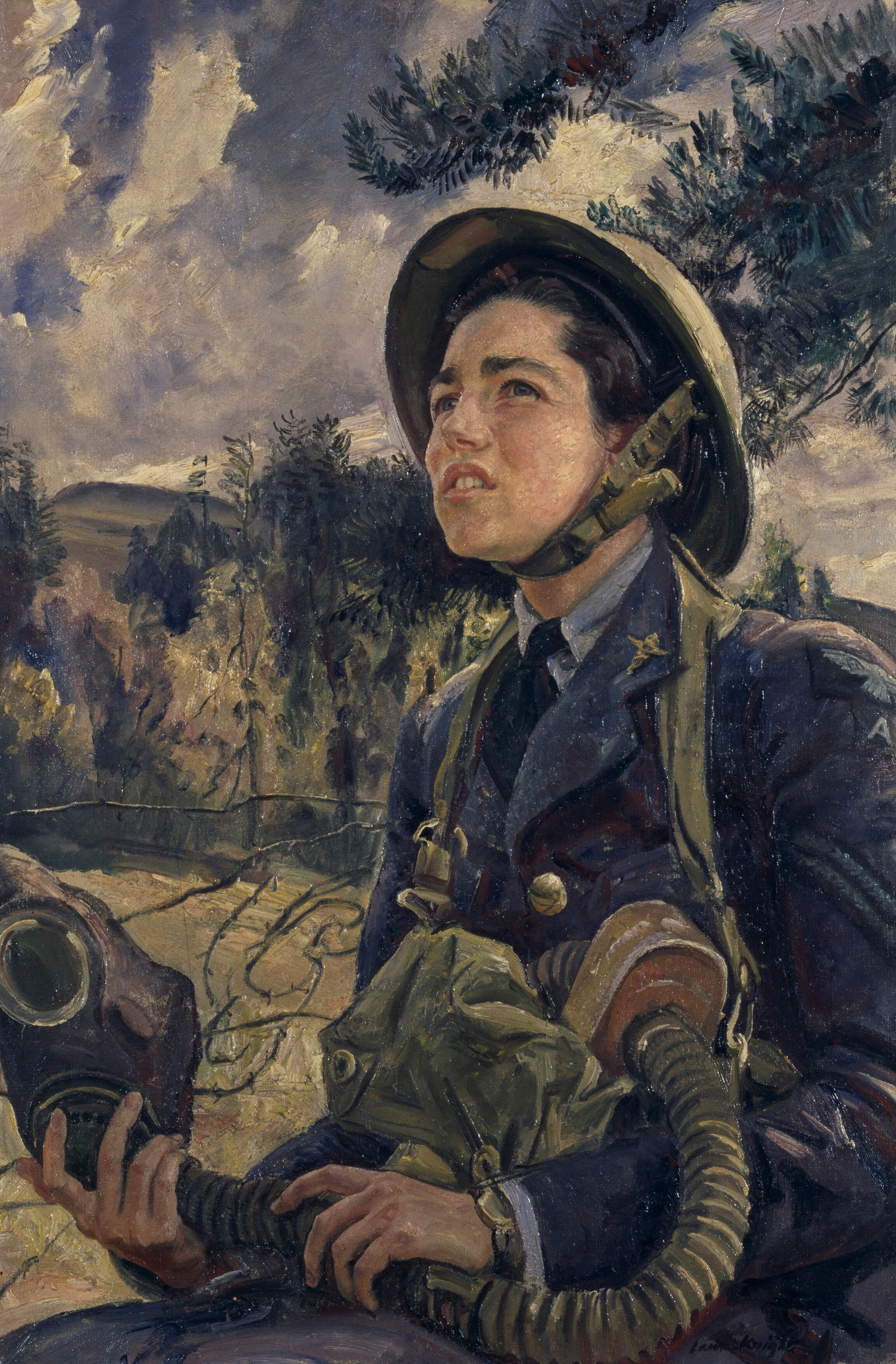
Капрал Дж.М.Пирсон (1940)
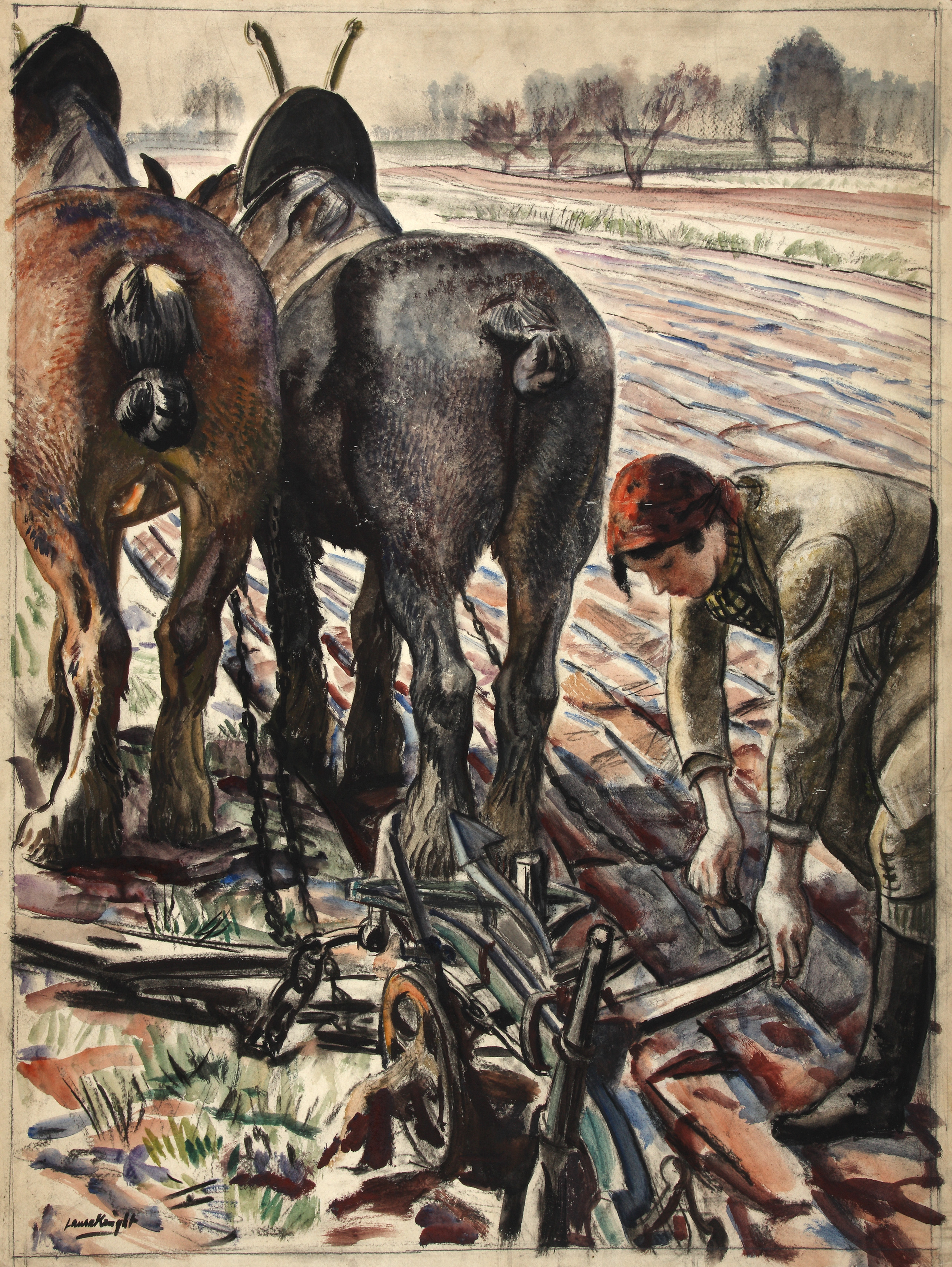
Крестьянка в поле
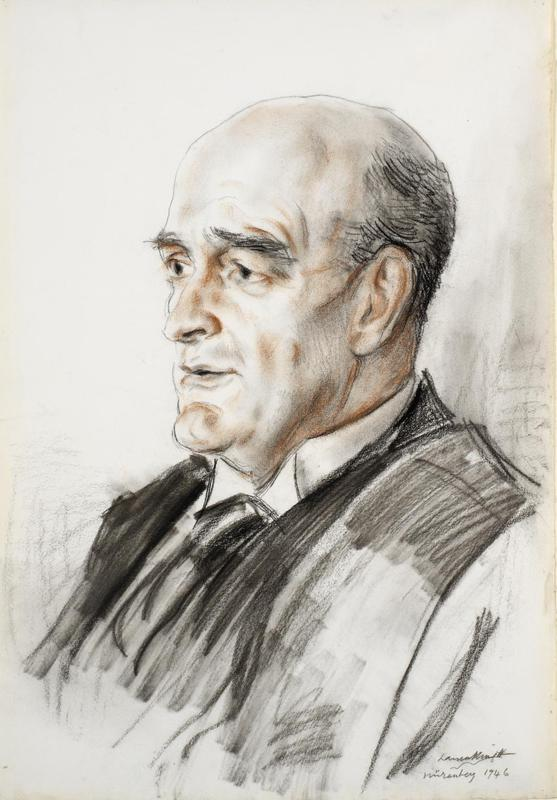
Портрет судьи, лорда Лоуренса, Нюрнберг (1946)
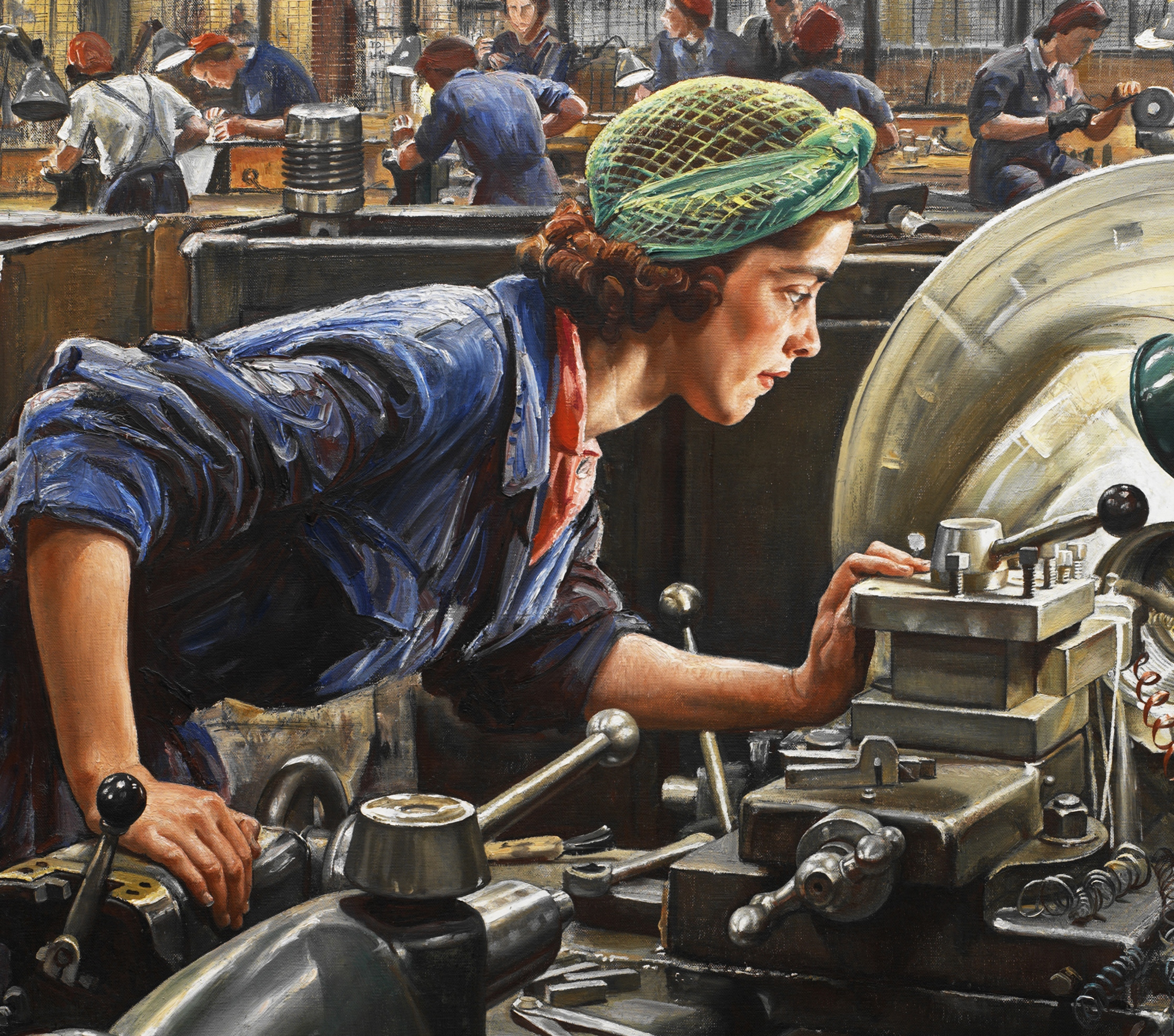
Руби Лофтус. Ввинчивание казённика (1943)
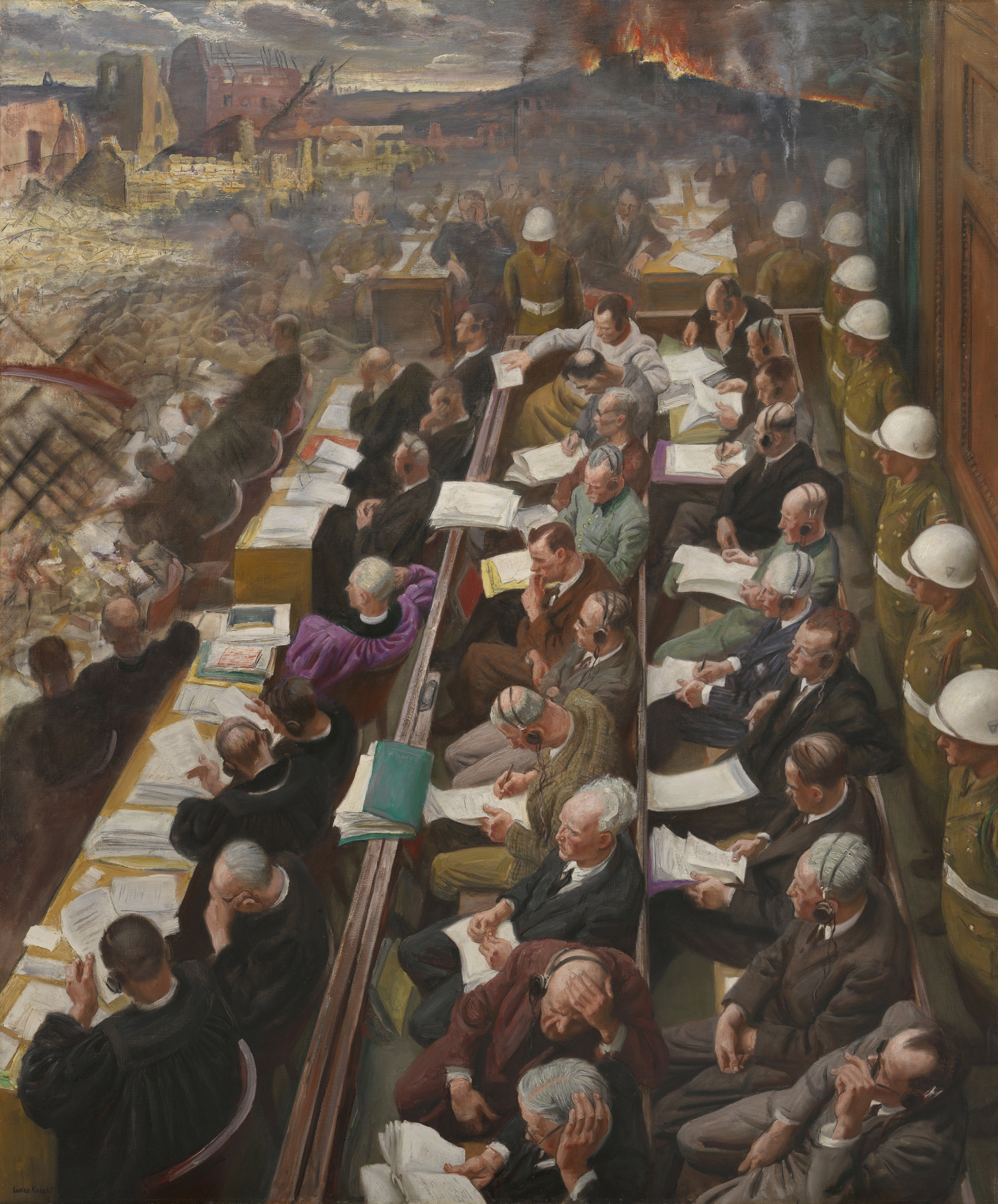
Нюрнбергский трибунал (1946).